# Ivar Jørstad
Ivar Jørstad (ur. 14 lipca 1887, zm. 8 czerwca 1967) – norweski botanik i fitopatolog.

## Życiorys
Był synem proboszcza luterańskiego. W 1920 roku ukończył studia na Uniwersytecie Wisconsin w Madison. W tym samym roku został mianowany dyrektorem departamentu ochrony roślin w Kristiania (państwowa ochrona roślin mieściła się w Norweskiej Szkole Rolnictwa na Ås). Został również mykologiem państwowym i na stanowisku tym pracował do 1957 r. W 1936 r. uzyskał stopień doktora w Royal Veterinary and Agriculture College w Kopenhadze.

## Praca naukowa
Był jednym z pionierów w zwalczaniu chorób roślin. Opublikował szereg rozpraw z zakresu mykologii i fitopatologiii, a także o szkodnikach roślin.
Opisał nowe taksony roślin i grzybów. W ich naukowych nazwach dodawany jest skrót jego nazwiska Jørst.